# Liste der Monuments historiques in Merfy
Die Liste der Monuments historiques in Merfy führt die Monuments historiques in der französischen Gemeinde Merfy auf.

## Liste der Objekte
| Bezeichnung                                             | Beschreibung                                                      | Standort                                | Kennzeichnung | Schutzstatus | Datum | Bild |
| ------------------------------------------------------- | ----------------------------------------------------------------- | --------------------------------------- | ------------- | ------------ | ----- | ---- |
| Skulptur Mater dolorosa                                 | Teil der Kreuzigungsgruppe; Holz, farbig gefasst, 16. Jahrhundert | in der Kirche St-Sébastien (Lage)       | PM51001830    | Inscrit      | 1989  |      |
| Truhenbank                                              | Holz, 16. Jahrhundert                                             | in der Kirche St-Sébastien (Lage)       | PM51000546    | Classé       | 1908  |      |
| Zwei Skulpturen: Johannes Evangelist und Mater dolorosa | aus einer Kreuzigungsgruppe; Holz, farbig gefasst, um 1600        | in der Kirche St-Sébastien (Lage)       | PM51001836    | Inscrit      | 1989  |      |
| Skulpturengruppe Anna selbdritt                         | Kalkstein, 17. Jahrhundert                                        | in der Kirche St-Sébastien (Lage)       | PM51001835    | Inscrit      | 1989  |      |
| Kruzifix                                                | Teil der Kreuzigungsgruppe; Holz, farbig gefasst, 17. Jahrhundert | in der Kirche St-Sébastien (Lage)       | PM51001834    | Inscrit      | 1989  |      |
| Pietà                                                   | Stein, 16. Jahrhundert                                            | außen an der Kirche St-Sébastien (Lage) | PM51001833    | Inscrit      | 1995  |      |
| Zwölf-Apostel-Retabel                                   | Stein, 16. Jahrhundert                                            | in der Kirche St-Sébastien (Lage)       | PM51000547    | Classé       | 1908  |      |
| Skulptur Christus in der Rast                           | Kalkstein, 16. Jahrhundert                                        | in der Kirche St-Sébastien (Lage)       | PM51001829    | Inscrit      | 1989  |      |
| Skulptur Johannes Evangelist                            | Teil der Kreuzigungsgruppe; Holz, farbig gefasst, 16. Jahrhundert | in der Kirche St-Sébastien (Lage)       | PM51001831    | Inscrit      | 1989  |      |
| Skulptur Heiliger Eligius                               | Holz, farbig gefasst und vergoldet, Ende des 16. Jahrhunderts     | in der Kirche St-Sébastien (Lage)       | PM51001832    | Inscrit      | 1989  |      |